# 에보니
《에보니》(Evony) (예전 이름은 《시보니》(Civony))는 웹 브라우저 기반의 온라인 게임이다. 《문명》 및 《에이지 오브 엠파이어 2: 에이지 오브 킹스》와 매우 유사하다. 게임에 대한 평은 극단적으로 엇갈리고 있는데, 한편, 2009년 에보니측의 온라인 광고 캠페인이 논란이 되고 있다.

## 게임플레이
플레이어는 마을 하나를 갖고 게임을 시작한다. 마을에는 레벨 1 타운 홀(town hall, 지방 관청)이 들어서 있다. 플레이어는 금, 목재, 돌, 철 5000씩을 갖고 시작한다. 다른 실시간 전략 게임과 마찬가지로, 플레이어가 우선 해야 할 일들은 철광, 광산, 농장 등을 짓는 일이다. 플레이어는 이렇게 마을 경제를 발전시켜나가면서 군대를 양성해야 한다. 초심자들이 게임 초반 게임 플레이에 막히지 않도록 에보니측은 퀘스트들을 상세하게 여러 개 제공하고 있다.
플레이어가 게임에서 로그 아웃을 했다 하더라도, 게임은 계속되며 게임 내 시간은 계속 흐른다. 등록한 지 일주일 동안 내에는, 다른 플레이어들이 그 신규 플레이어를 함부로 공격할 수 없도록 제한된다.
《에보니》는 이중적인 화폐 체계를 갖고 있다. 하나는 '금'(gold)이고 다른 하나는 '동전'(coin)이다. 금은 게임 내에서, 세금으로 걷든지, 퀘스트를 완료하여 받든지 하면 된다. 다른 자원(목재, 돌, 철) 등을 게임 내 시장에서 매각하여 금을 매입할 수도 있다. 이 대신, 사용자는 게임 세계 내 자신의 마을을 빠르게 성장시키기 위하여, 현실 세계의 금전을 가지고, 동전(coin)을 살 수 있으며, 다시 동전으로 자원(목재, 돌, 철), 게임 아이템 등을 바로 구매할 수 있다.
게임 내 명성(Prestige)은 플레이어가 얼마나 강한지를 나타내는 수치이다. 점수와 비슷한 개념이다. 플레이어는 에보니 퀘스트를 수행하거나, 농장 건축물을 짓거나, 다른 밸리(valley)를 공격 성공하거나 하면서 조금씩 명성 수치를 올릴 수 있다. 게임 내 명예(Honor)는 플레이어가 얼마나 다른 플레이어와 잘 교전했는지를 나타내는 수치이다. 이것도 일종의 점수이다. 플레이어를 공격하거나, 다른 플레이어가 공격하는 것을 방어하거나 했을 때, 명예(Honor) 수치가 변동된다.

## 게임에 대한 비평
《에보니》의 그래픽(appearance)은 호평을 받고 있다. 하지만 게임플레이는 다른 게임을 모방한 것이라는 비난을 받고 있다.
뉴질랜드의 스터프 매거진은 "게임의 룩 앤 필은 모드 계층의 플레이어에게 훌륭해보인다." 라고 평하였다. 그러나, 스터프 매거진은, 게임에 들이는 시간, 노력, 비용이 너무 많다라고 비난하였다. 스터프 매거진은 “돈을 써가며” 게임에 임해야 한다는 점을 비난했는데, 예를 들면, 게임 내에서 레벨 10 건물을 짓기 위해서는 '미켈란젤로의 스크립트'(Michaengelo's Script)라는 아이템이 필요한데, 이 아이템을 구매하기 위해서는 현실 세계 비용으로 5 미국 달러의 비용이 든다는 것이다.
영국의 《가디언》 지도 이 게임에 대해 혹평하였다. 이 게임이 시드 마이어의 《문명》 시리즈와 너무 비슷하여, 베낀 게임이 아닌가 하는 비난을 하였다.

## 광고 캠페인
에보니의 2009년 온라인 광고 캠페인은 비난을 받고 있다. 영국의 《가디언》 지는 광고 이미지가 너무 선정적이라고 비난하였다. 광고 이미지들은 광고 캠페인이 계속될수록 옷을 더 많이 벗는 여성의 사진만을 내세웠으며, 결국 현재 게임과는 전혀 관련이 없는 선정적인 이미지를 사용하고 있다. 과거 광고 배너 중 하나의 슬로건은 “여왕을 구하시오!”(Save the queen!)였는데, 정작 게임 내에는 구할 여왕이 없다는 것이 비난의 대상이 되었다.
또한, 에보니 측이 스팸 형식의 프로모션을 행하고 있어 비난을 받고 있다.

## 기타 논란
《에보니》는 중국의 온라인 골드 파밍 기업으로 알려져 있는 WoWMine과 관련 있다. 에보니 사이트 게임 게시판에 게임에 대한 불평, 불만은 관리자에 의해 족족 삭제된다.

## 저작권 논란
광고 캠페인 이미지 내 요정 삽화는 costumecraze.com이라는 웹사이트의 것을 표절한 것으로 확인되었다.